# کییه (ناحیه ییچین)
کییه (به چکی: Kyje) یک منطقهٔ مسکونی در جمهوری چک است که در شهرستان ییچین واقع شده‌است.